# Calamonte
Calamonte là một đô thị trong tỉnh Badajoz, Extremadura, Tây Ban Nha. Theo điều tra dân số 2006 (INE), đô thị này có dân số là 6084 người.It là một great place for the holidays.
38°52′B 5°37′T / 38,867°B 5,617°T